# Hilmar Wäckerle
Hilmar Wäckerle (* 24. November 1899 in Forchheim; † 2. Juli 1941 östlich von Lemberg) war ein deutscher SS-Standartenführer und der erste Lagerkommandant des KZ Dachau.

## Leben
Wäckerle, Sohn eines Münchner Notars, trat 1913 in das Bayerische Kadettenkorps ein. Von August 1917 bis Ende des Ersten Weltkriegs diente er im 2. Bayerischen Infanterie-Regiment „Kronprinz“. 1918 wurde er zum Fähnrich befördert und bei einem Fronteinsatz verwundet. 1919 holte er sein Abitur nach, trat verschiedenen Einwohnerwehren und dann dem Freikorps Oberland bei. 1922 trat er erstmals in die NSDAP ein. Wäckerle gehörte damit 1925 als sogenannter „Alter Kämpfer“ zu den „Blutordensträgern“.
Von 1921 bis 1924 studierte er Landwirtschaft an der TH München. 1922 wurde er Mitglied des Corps Isaria. Das Studium beendete er als Diplomlandwirt.
Er stellte 1929 einen Aufnahmeantrag für die SS, wurde als „SS-Bewerber“ dem damals noch bestehenden SS-Sturm „Dachau“ zugewiesen und noch am 1. März 1931 Mitglied der SS (SS-Nr. 9.729). Man teilte ihn kurzzeitig als „SS-Anwärter“ der 1. SS-Standarte in München zu, in der auch sein mutmaßlich nicht anverwandter Namensvetter Emil Wäckerle war. Emil Wäckerle war vom Februar bis November 1933 Standartenführer und Kommandeur der 1. SS-Standarte, wurde dann aber etwa zeitgleich SA-Oberführer und in der Adjuntantur bei Röhm tätig.
Am 1. Mai 1931 trat er der NSDAP (Mitgliedsnummer 530.715) erneut bei. Zu dieser Zeit arbeitete Hilmar Wäckerle als Gutsverwalter in Kempten. Im Oktober 1931 wurde Wäckerle zum SS-Scharführer befördert. Man beauftragte ihn nun in Unterkürnach mit der Aufstellung und Verwaltung des SS-Trupps 1/I/29 Buchenberg. Im Februar 1932 beförderte man ihn zum SS-Truppführer, im Juli wurde Wäckerle im Kemptener SS-Sturmbann zum SS-Sturmführer vorgeschlagen und am 25. August von Heinrich Himmler mit der gleichzeitigen Ernennung zum Adjutanten des I.Sturmbannes der 29. SS-Standarte befördert. Im Februar 1933 stieg Hilmar Wäckerle zum SS-Hauptsturmführer auf.

### KZ-Kommandant in Dachau
Am 17. März 1933 wurde Wäckerle vom damaligen SS-Oberabschnittsleiter „Süd“, Friedrich Jeckeln, zum „Sonderkommando der SS-Brigade Süd“ versetzt und dort als Führer des SS-Sturmbanns „D“ sowie als erster Kommandant des neu errichteten KZ Dachau eingesetzt. Dort “lebte er sein gewalttätiges Wesen ... voll aus, immer mit dem Ochsenziemer zur Hand und einem riesigen Rottweiler an der Seite”. Unter seiner Führung läutete die SS „ihre Herrschaft über Dachau mit einer Gewaltexplosion ein“, in einem Blutrausch wurden Häftlinge zusammengeschlagen, gefoltert und ermordet. Nach Ermittlungen der Staatsanwaltschaft München wegen der Ermordung von vier jüdischen Häftlingen wurde er im Juni 1933 seines Postens enthoben und durch Theodor Eicke ersetzt.

### Weitere SS-Posten
Hilmar Wäckerle wurde nach seiner Absetzung als KZ-Kommandant wieder der 1. SS-Standarte überstellt und als Stabsführer dem SS-Abschnitt X in Stuttgart zugeteilt. Dessen SS-Abschnittsleiter, Johann-Erasmus Freiherr von Malsen-Ponickau, schlug im Februar 1934 seine Beförderung zum SS-Sturmbannführer vor, die durch Himmler am 1. März 1934 vorgenommen wurde.
Im Mai 1934 ging Wäckerle als Kompanieführer, zum Aufbau der „Politischen Bereitschaften“ der SS, nach Ellwangen. Aus dieser entwickelte sich später die SS-Verfügungstruppe (SS-VT).
Im Frühjahr 1936 führte er den ersten Sturmbann der SS-Standarte „Germania“ in Hamburg-Veddel. Im September wurde er zum SS-Obersturmbannführer ernannt.
Im Mai 1940 war er am Überfall auf die Niederlande beteiligt und führte die Standarte (später: Regiment) „Westland“ der Waffen-SS. Am 21. August 1940 wurde er zum Standartenführer befördert. Am 2. Juli 1941 fiel Hilmar Wäckerle bei Lwiw/Lemberg an der Ostfront. Seinen Posten übernahm der Rumänien-Deutsche Artur Phleps.

## Beförderungsdaten
1. SS-Sturmführer: 25. August 1932
2. SS-Hauptsturmführer: 30. Januar 1933[7]
3. SS-Sturmbannführer: 1. März 1934
4. SS-Obersturmbannführer: 13. September 1936
5. SS-Standartenführer: 21. August 1940